# 제프 서마저
제프리 알란 서마저(Jeffrey Alan Samardzija, {/səmɑrdʒ|ə), 1985년 1월 23일 ~ )는 전 메이저 리그 야구 선수이다.
2014년 12월 9일 오클랜드 애슬레틱스에서 트레이드되었다.